# ブレラ祭壇画
『ブレラ祭壇画』　(ブレラさいだんが、伊: Pala di Brera) は、1472 年から 1474 年に制作されたイタリアのルネサンス期の巨匠ピエロ・デラ・フランチェスカによる絵画である。ミラノのブレラ美術館に所蔵されており、ナポレオンによって移管された。
聖会話として知られるタイプのこの作品は、ウルビーノ公フェデリコ・ダ ・モンテフェルトロによって息子のグイドバルドの誕生を祝うために委嘱された。他の記録によると、作品はマレンマのいくつかの城の征服を祝賀するものであった可能性がある。

## 制作年
絵画は1472 年から 1474 年の間に制作された。制作時期は、フェデリコの人物像にガーター勲章の記章がないことによって確立されている。勲章は、フェデリコが後年になって受け取ったものだからである。 19世紀末にブレラ美術館で絵画が再発見されたとき、ピエロが油彩技法を使用していたことはまだ知られていなかった。そのため、絵画は、フラ・カルネヴァーレ（Bartolomeo di Giovanni Corradini）の用いたニスが焼けたことにより著しく損なわれてしまった。
一部の記録によると、この作品は、1472年に生まれたフェデリコの息子、グイドバルドの誕生を祝うために依頼されたものである。この仮説によると、幼子イエス・キリストはグイドバルドを表し、聖母マリアは、同年に死亡してサン・ベルナルディーノに埋葬されたフェデリコの妻バッティスタ・スフォルツァの容貌を写しているのかもしれない。

## 概要
この作品は、多くの天使と聖人に囲まれた聖母が即位し、眠っているイエスが真ん中にいる聖会話を表現している。右下隅には、芸術の庇護者であるフェデリコ・ダ・モンテフェルトロ公爵兼傭兵隊長が甲冑を身に着けて、跪いている。フェデリコが甲冑を身に着けるという選択肢は、前世紀の他の寄進者を描く絵画には見られなかった。絵画での甲冑の着用は、公爵の軍事力と、信仰のための献身を意味し、聖なる存在の前に自分自身を捧げるための新しい着想である。背景はルネサンスの古典的様式の教会の後陣 (アプス ) からなっているが、精緻な遠近法で描かれているので、穹窿型の後陣の奥行きが算出できるほどである。後陣の貝殻装飾から卵が糸で吊り下げられており、これは聖母の出産と再生と不滅の約束を象徴している。
幼子イエスは、自身によってもたらされる贖罪を示唆する深い赤色 (生と死を象徴する血を暗示する色) のサンゴがついたビーズのネックレスを身に着けている。サンゴはまた、歯が生えるように乳児がよく身に着けていたものである。聖母の左側の聖人は、一般的に洗礼者ヨハネ、シエナの聖ベルナルディーノ (絵画が本来置かれていた場所の聖人)、聖ヒエロニムスであると認識されている。右側は聖フランチェスコ、殉教者ペテロ、聖アンデレである。最後の人物は、イタリアの歴史家リッチが、ピエロ・デラ・フランチェスカと同様、サン・セポルクロ生まれの数学者、ルカ・パチョーリの肖像であると特定化した。洗礼者ヨハネの存在は、ヨハネがフェデリコの妻の守護聖人であったことで説明できる。一方、聖ヒエロニムスの存在は、人文主義者の守護聖者であったことから説明できる。最後に聖フランチェスコは、この作品が本来、サン・ドナート・デリ・オッセルヴァンティのフランシスコ会の教会のために意図されていたために登場している。フェデリコ公爵は、後にこの教会に埋葬されることになった。
最近の洗浄によって人物たちの衣服、天使の宝石、光を反射するフェデリコ公爵の甲冑、聖母の足元にある東洋の絨毯の細部が明らかになり、初期フランドル絵画の影響が見て取れる。
後陣は、ダチョウの卵が吊り下げられている貝殻型の半円天井のところが端になっている。貝殻型は聖母の頭部に垂直にあり、新しいヴィーナスである聖母マリアの象徴、そして永遠の美しさの象徴であった。別の仮説によると卵は真珠の象徴であり、貝殻は処女懐胎の奇跡を示している（貝殻は男性の介入なしに真珠を生成する)。卵は一般的に創造の象徴と見なされており、特にグイドバルドの誕生の象徴とされている。ダチョウはモンテフェルトロ家の紋章の一つでもあった。
イタリア美術史家カルロ・ルドヴィコ・ラッギアンティによると作品は両側が切断されているが、そのことは画面の上部隅にかすかに見えるエンタブラチュアの部分によって見て取れる。